# Olivier Latry
Olivier Latry   (Boulogne-sur-Mer, 22 de febrer de 1962), nom complet Olivier Jean-Claude Latryés un organista, improvisador i compositor francès. Actualment, és professor d'orgue al Conservatori de París al costat de Thomas Ospital.
Es va interessar per l'orgue després d'escoltar els enregistraments de Pierre Cochereau. La seva primera experiència amb un orgue d'una església va ser l'any 1974, quan va tocar l'orgue a la seva església local en el casament del seu germà gran. Durant l'homilia, suposadament els seus braços van caure sobre la consola de l'orgue, provocant un soroll força dissonant a l'església.
Latry era el més petit de tres fills (Christian, Jean-Yves, Olivier) nascut de Robert Latry i Andrée Thomas. Després d'haver començat els estudis musicals a la seva ciutat natal, l'any 1978 es va matricular a la classe d'orgue amb l'organista cec Gaston Litaize a l'Acadèmia de Saint-Maur quan el va sentir en concert, i va rebre classes de composició amb Jean-Claude Raynaud a l'Acadèmia de París. Tots dos havien estudiat amb Marcel Dupré. Després de convertir-se en professor d'orgue a l'Institut Catòlic de París el 1983 i posteriorment a l'Acadèmia de Reims, va succeir a Gaston Litaize a l'Acadèmia de Saint-Maur el 1990. El 1995, Latry va ser nomenat professor d'orgue a l'Acadèmia de París, un càrrec conjunt amb Michel Bouvard.
El 1985, a vint-i-tres anys, Latry va rebre el càrrec de titular dels grans orgues de Notre-Dame de París juntament amb Yves Devernay, Philippe Lefèbvre i Jean-Pierre Leguay, després de la mort de Pierre Cochereau.
A més d'aquesta funció i de les seves posicions docents, Latry desenvolupa una carrera com a concertista: ha tocat en més de quaranta països dels cinc continents, en particular als Estats Units, on va fer la primera gira l'any 1986, i s'ha convertit en un dels organistes francesos més populars d'aquest país.
Latry no té la intenció d'especialitzar-se en música d'un període específic, però s'ha guanyat la reputació d'interpretar música dels seus contemporanis. És conegut per les seves interpretacions de les obres d'Olivier Messiaen i ha gravat les obres completes per a orgue de Messiaen per a Deutsche Grammophon. Latry també es considera un improvisador distingit, en la tradició d'una distingida línia francesa que va des de Charles Tournemire fins a Pierre Cochereau. Influenciat per la seva fe catòlica romana, va basar la seva composició per a orgue de 2007 Salve Regina, reflexions sobre l'himne marià gregorià, en improvisacions anteriors.